# Patrick Richard (pilote)
Pour les articles homonymes, voir Patrick Richard et Richard.
Patrick « Pat » Richard, né 1973 à Sherbrooke (Québec), est un pilote de rallyes canadien.

## Biographie
Patrick Richard débute en compétition en rallye durant l'été 1999, à 26 ans ; Subaru l'engage officiellement dès la fin de cette première année. 
Il court pour le team Rocket Rally et Equipe Subaru Canada, et  participe au Rallye de Grande-Bretagne (2002), et Rallyes de Suède, Argentine, Nouvelle Zélande, Chypre, Allemagne et Tour de Corse WRC en 2003.
En WRC, il est le premier pilote nord américain à marquer des points dans le championnat mondial des voitures de Production P-WRC.
En Europe, il participe également à une saison de la British Peugeot 206 Super Cup, se trouvant souvent en tête de course et obtenant fréquemment les meilleurs temps au tour. En Belgique, roulant en Groupe N, il termine à la première place de ce groupe (4e au classement toutes catégories confondues, contre des WRC) ainsi qu'au Rallye Sezoens (Championnat National Belgique) et Rallye de Wallonie.
En 2004, il obtient un triplé en championnats nord-américains toutes catégories: SCCA ProRally / Rally America, Rallyes d'Amérique du Nord, et Rallyes du Canada.
Entre 2005 à 2008, il s'arrête de courir en rallye, et ne participe qu'à un seul événement en 2006 ou 2007, faute de budget.
En 2014, il est atteint d'une commotion cérébrale. Il arrête effectivement sa carrière en milieu de la saison 2014.

## Vie privée
Il réside à Squamish (Colombie-Britannique). Sa soeur est Nathalie Richard.
Outre le snowboard et le skateboard, il est également amateur de vélo tout-terrain et jet boat.

## Palmarès

### Palmarès général
- Champion d'Amérique du Nord de Boardercross : 1995 (Snowboard).
- Champion Canadien Toutes Catégories : 2002, 2004, 2008, 2009.
- Coupe d'Amérique du Nord des rallyes Toutes Catégories : 2004.
- Participation à la victoire de Subaru en Coupe des Marques des Rallyes d'Amérique du Nord : 2000, 2001, 2002 et 2004.
- Champion des Rallyes d'Amérique du Nord en Groupe N : 2002 et 2004.
- Champion d'Amérique du Nord en Production Grand Tourisme : 2000 et 2001.

- Champion US SCCA ProRally : Toutes Catégories 2004 (avec Nathalie Richard).
- Champion US Rally America) : Toutes Catégories 2005 (sur Subaru Impreza WRX STI).
- Champion Pikes Peak en Groupe N : 2004, 2005.
- Champion Pikes en Rallye (Toutes Catégories) 2005.
- Champion SCCA ProRally en Groupe N : 2004.
- Champion Rally America en Groupe N : 2005.
- Champion SCCA ProRally en Production Grand Tourisme : 2000.

(NB : ses quatre principaux titres américains ont été acquis durant la période transitionnelle du championnat US, et il a arrêté de rouler aux États-Unis en 2006).
- Quadruple Champion du Canada des Rallyes Toutes Catégories : 2002, 2004, 2008 et 2009.
- Triple Champion du Canada des Rallyes en Classe Open : 2004, 2008 et 2009.
- Champion du Canada des Rallyes en Groupe N : 2002.
- Champion du Canada en Production Grand Tourisme : 2000 :
  - Vice-champion du Canada des rallyes, en 2003, 2010, 2013 ;
  - 3e du championnat du Canada, en 2012, 2011 ;
  - 2005, 2006, 2007 n'a pas participé au Championnat Canadien.

### Titres en Championnat du Canada des Rallyes
| Année | Pilote          | Copilote                            | Marque/Véhicule    |
| ----- | --------------- | ----------------------------------- | ------------------ |
| 2002  | Patrick Richard | Ian McCurdy                         | Subaru Impreza WRX |
| 2004  | Patrick Richard | Nathalie Richard                    | Subaru Impreza WRX |
| 2008  | Patrick Richard | Alan Ockwell (de Toronto (Ontario)) | Subaru Impreza WRX |
| 2009  | Patrick Richard | Alan Ockwell                        | Subaru Impreza WRX |

### Titres en Championnats américains des rallyes (SCCA ProRally / Rally America)
| Année | Pilote          | Copilote         | Marque/Véhicule    |
| ----- | --------------- | ---------------- | ------------------ |
| 2004  | Patrick Richard | Nathalie Richard | Subaru Impreza WRX |
| 2005  | Patrick Richard | Nathalie Richard | Subaru Impreza WRX |

### Victoires notables
Europe :
- Rallye International Sezoens Bocholt (Belgique, sur asphalte).

Canada :
- Rallye Défi Sainte-Agathe : 2002 et 2004 (avec Ian MCurdy, puis Nathalie Richard - Mitsubishi EVO IV, puis Subaru Impreza WRX STI) ;
- Rallye Perce-Neige : 2002, 2004 et 2013 ;
- Rallye de la Baie des Chaleurs : en 2003, 2004 et 2010 ;
- Rallye Rocky Mountain (Canada) : 2004, 2007 et 2008 ;
- Pacific Forest Rally : en 2004 et 2011.

États-Unis :
- Rallye Sno* Drift (US/SCCA) : 2004 ;
- Rallye Oregon Trail (US/SCCA) : 2004 ;
- Rallye Rim of the World (US/SCCA) : 2004 ;
- Rally of the Tall Pines (US/America Rally) : 2012 ;
- Pikes Peak (2004, 2005) ;
- Maine Forest Rally (2005).

## Distinctions
- Grand Maître des Rallyes du Canada.
- Prix Henri Toivonen, British Super Cup (« Hard Charger Award »)